# Leptocentrus nubianus
Leptocentrus nubianus är en insektsart som beskrevs av Capener 1972. Leptocentrus nubianus ingår i släktet Leptocentrus och familjen hornstritar. Inga underarter finns listade i Catalogue of Life.